# Elephantomyia tigriventris
Elephantomyia tigriventris är en tvåvingeart som beskrevs av Alexander 1942. Elephantomyia tigriventris ingår i släktet Elephantomyia och familjen småharkrankar.
Artens utbredningsområde är Ecuador. Inga underarter finns listade i Catalogue of Life.